# Velká Británie na Letních olympijských hrách 2012
Velkou Británii na Letních olympijských hrách v roce 2012 v Londýně reprezentovalo 556 sportovců ve 26 sportovních odvětvích.

## Medailová umístění
| Medaile | Jméno | Sport                | Disciplína                                | Datum        |
| ------- | --- | -------------------- | ----------------------------------------- | ------------ |
| Zlato   | Helen Gloverová Heather Stanningová                                                                                                  | Veslování            | Ženy, dvojka bez kormidelníka             | 1. srpen     |
| Zlato   | Bradley Wiggins | Cyklistika           | Muži, časovka                             | 1. srpen     |
| Zlato   | Timothy Baillie Etienne Stott | Kanoistika           | Muži, slalom C2                           | 2. srpen     |
| Zlato   | Peter Wilson | Sportovní střelba    | Muži, double trap                         | 2. srpen     |
| Zlato   | Philip Hindes Chris Hoy Jason Kenny                                                                                                  | Cyklistika           | Muži, týmový sprint                       | 2. srpen     |
| Zlato   | Katherine Grainger Anna Watkinsová                                                                                                   | Veslování            | Ženy, dvojskif                            | 3. srpen     |
| Zlato   | Steven Burke Ed Clancy Peter Kennaugh Geraint Thomas                                                                                 | Cyklistika           | Muži, stíhací závod družstev              | 3. srpen     |
| Zlato   | Victoria Pendletonová | Cyklistika           | Ženy, keirin                              | 3. srpen     |
| Zlato   | Alex Gregory Tom James Pete Reed Andrew Triggs Hodge                                                                                 | Veslování            | Muži, čtyřka bez kormidelníka             | 4. srpen     |
| Zlato   | Katherine Copelandová Sophie Hoskingová                                                                                              | Veslování            | Ženy, dvojskif lehkých vah                | 4. srpen     |
| Zlato   | Danielle King Joanna Rowsellová Laura Trott                                                                                          | Cyklistika           | Ženy, stíhací závod družstev              | 4. srpen     |
| Zlato   | Jessica Ennisová | Atletika             | Ženy sedmiboj                             | 4. srpen     |
| Zlato   | Greg Rutherford | Atletika             | Muži skok daleký                          | 4. srpen     |
| Zlato   | Mohamed Farah | Atletika             | Muži 10 000 m                             | 4. srpen     |
| Zlato   | Ben Ainslie | Jachting             | Třída Finn                                | 5. srpen     |
| Zlato   | Andy Murray | Tenis                | Muži, dvouhra                             | 5. srpen     |
| Zlato   | Scott Brash Peter Charles Ben Maher Nick Skelton                                                                                     | Jezdectví            | Parkúrové skákání, družstva               | 6. srpen     |
| Zlato   | Jason Kenny | Cyklistika           | Muži, sprint                              | 6. srpen     |
| Zlato   | Alistair Brownlee | Triatlon             | Muži                                      | 7. srpen     |
| Zlato   | Laura Bechtolsheimer Charlotte Dujardinová Carl Hester                                                                               | Jezdectví            | Drezura, týmy                             | 7. srpen     |
| Zlato   | Laura Trott | Cyklistika           | Ženy, omnium                              | 7. srpen     |
| Zlato   | Chris Hoy | Cyklistika           | Muži, keirin                              | 7. srpen     |
| Zlato   | Charlotte Dujardinová | Jezdectví            | Drezura, jednotlivci                      | 9. srpen     |
| Zlato   | Nicola Adams | Box                  | Ženy, muší váha                           | 9. srpen     |
| Zlato   | Jade Jonesová | Taekwondo            | Ženy, do 57 kg                            | 9. srpen     |
| Zlato   | Ed McKeever | Kanoistika           | Muži, K1 200 m                            | 11. srpen    |
| Zlato   | Mohamed Farah | Atletika             | Muži 5000 m                               | 11. srpen    |
| Zlato   | Luke Campbell | Box                  | Muži, bantamová váha                      | 11. srpen    |
| Zlato   | Anthony Joshua | Box                  | Muži, supertěžká váha                     | 12. srpen    |
| Stříbro | Lizzie Armitsteadová | Cyklistika           | Ženy, silniční závod                      | 29. červenec |
| Stříbro | Mary King Tina Cook Zara Phillips Nicola Wilson William Fox-Pitt                                                                     | Jezdectví            | Týmová soutěž                             | 31. červenec |
| Stříbro | Michael Jamieson | Plavání              | Muži, 200 m motýlek                       | 1. srpen     |
| Stříbro | Chris Bartley Peter Chambers Richard Chambers Rob Williams                                                                           | Veslování            | Muži, čtyřka bez kormidelníka lehkých vah | 2. srpen     |
| Stříbro | David Florence Richard Hounslow | Kanoistika           | Muži, slalom C2                           | 2. srpen     |
| Stříbro | Gemma Gibbonsová | Judo                 | Ženy, 78 kg                               | 2. srpen     |
| Stříbro | Mark Hunter Zac Purchase | Veslování            | Muži, dvojskif lehkých vah                | 4. srpen     |
| Stříbro | Iain Percy Andrew Simpson | Jachting             | Třída Star                                | 5. srpen     |
| Stříbro | Louis Smith | Sportovní gymnastika | Muž, kůň našíř                            | 5. srpen     |
| Stříbro | Andy Murray Laura Robsonová | Tenis                | Smíšená čtyřhra                           | 5. srpen     |
| Stříbro | Christine Ohuruoguová | Atletika             | Ženy 400 m                                | 5. srpen     |
| Stříbro | Nick Dempsey | Jachting             | Muži, třída RS:X                          | 7. srpen     |
| Stříbro | Victoria Pendletonová | Cyklistika           | Ženy, sprint                              | 7. srpen     |
| Stříbro | Luke Patience Stuart Bithell | Jachting             | Muži, třída 470                           | 10. srpen    |
| Stříbro | Hannah Millsová Saskia Clark | Jachting             | Ženy, třída 470                           | 10. srpen    |
| Stříbro | Fred Evans | Box                  | Muži, velterová váha                      | 12. srpen    |
| Stříbro | Samantha Murrayová | Moderní pětiboj      | Ženy                                      | 12. srpen    |
| Bronz   | Rebecca Adlingtonová | Plavání              | Ženy, 400 m volný způsob                  | 29. červenec |
| Bronz   | Sam Oldham Daniel Purvis Louis Smith Kristian Thomas Max Whitlock                                                                    | Sportovní gymnastika | Muži, víceboj družstev                    | 30. červenec |
| Bronz   | Alex Partridge James Foad Tom Ransley Richard Egington Mohamed Sbihi Greg Searle Matthew Langridge Constantine Louloudis Phelan Hill | Veslování            | Muži, osma                                | 1. srpen     |
| Bronz   | Chris Froome | Cyklistika           | Muži, časovka                             | 1. srpen     |
| Bronz   | George Nash Will Satch | Veslování            | Muži, dvojka bez kormidelníka             | 3. srpen     |
| Bronz   | Alan Campbell | Veslování            | Muži, skif                                | 3. srpen     |
| Bronz   | Karina Bryantová | Judo                 | Ženy, nad 78 kg                           | 3. srpen     |
| Bronz   | Rebecca Adlingtonová | Plavání              | Ženy, 800 m volný způsob                  | 3. srpen     |
| Bronz   | Max Whitlock | Sportovní gymnastika | Muži, kůň našíř                           | 5. srpen     |
| Bronz   | Ed Clancy | Cyklistika           | Muži, omnium                              | 5. srpen     |
| Bronz   | Beth Tweddle | Sportovní gymnastika | Ženy, bradla                              | 6. srpen     |
| Bronz   | Jonathan Brownlee | Triatlon             | Muži                                      | 7. srpen     |
| Bronz   | Robert Grabarz | Atletika             | Muži skok vysoký                          | 7. srpen     |
| Bronz   | Laura Bechtolsheimer | Jezdectví            | Drezura, jednotlivci                      | 9. srpen     |
| Bronz   | Anthony Ogogo | Box                  | Muži, střední váha                        | 10. srpen    |
| Bronz   | družstvo žen | Pozemní hokej        | Ženy                                      | 10. srpen    |
| Bronz   | Lutalo Muhammad | Taekwondo            | Muži, do 80 kg                            | 10. srpen    |
| Bronz   | Liam Heath Jon Schofield | Kanoistika           | Muži, K2 200 m                            | 11. srpen    |
| Bronz   | Tom Daley | Skoky do vody        | Muži, věž 10 m                            | 11. srpen    |

| Sport           | Zlatá medaile | Stříbrná medaile | Bronzová medaile | Celkem |
| --------------- | ------------- | ---------------- | ---------------- | ------ |
| Cyklistika      | 8             | 2                | 2                | 12     |
| Veslování       | 4             | 2                | 3                | 9      |
| Atletika        | 4             | 1                | 1                | 6      |
| Box             | 3             | 1                | 1                | 5      |
| Jezdectví       | 3             | 1                | 1                | 5      |
| Kanoistika      | 2             | 1                | 1                | 4      |
| Jachting        | 1             | 4                | 0                | 5      |
| Tenis           | 1             | 1                | 0                | 2      |
| Taekwondo       | 1             | 0                | 1                | 2      |
| Triatlon        | 1             | 0                | 1                | 2      |
| Střelba         | 1             | 0                | 0                | 1      |
| Gymnastika      | 0             | 1                | 3                | 4      |
| Plavání         | 0             | 1                | 2                | 3      |
| Judo            | 0             | 1                | 1                | 2      |
| Moderní pětiboj | 0             | 1                | 0                | 1      |
| Pozemní hokej   | 0             | 0                | 1                | 1      |
| Skoky do vody   | 0             | 0                | 1                | 1      |
| Celkem          | 29            | 17               | 19               | 65     |

## Jednotlivé sporty

### Atletika
Muži
Dráha a silnice
| Sportovec                                                           | Soutěž          | Rozběh   | Rozběh | Čtvrtfinále | Čtvrtfinále | Semifinále  | Semifinále  | Finále      | Finále        |
| Sportovec                                                           | Soutěž          | Výsledek | Pořadí | Výsledek    | Pořadí      | Výsledek    | Pořadí      | Výsledek    | Pořadí        |
| ------------------------------------------------------------------- | --------------- | -------- | ------ | ----------- | ----------- | ----------- | ----------- | ----------- | ------------- |
| Dwain Chambers                                                      | 100 m           | Bye      | Bye    | 10.02       | 1 Q         | 10.05       | 4           | Nepostoupil | Nepostoupil   |
| James Dasaolu                                                       | 100 m           | Bye      | Bye    | 10.13       | 3 Q         | 10.18       | 7           | Nepostoupil | Nepostoupil   |
| Adam Gemili                                                         | 100 m           | Bye      | Bye    | 10.11       | 2 Q         | 10.06       | 3           | Nepostoupil | Nepostoupil   |
| James Ellington                                                     | 200 m           | 21.23    | 6      | —           | —           | Nepostoupil | Nepostoupil | Nepostoupil | Nepostoupil   |
| Christian Malcolm                                                   | 200 m           | 20.59    | 2 Q    | —           | —           | 20.51       | 3           | Nepostoupil | Nepostoupil   |
| Nigel Levine                                                        | 400 m           | 45.58    | 3 Q    | —           | —           | 45.64       | 6           | Nepostoupil | Nepostoupil   |
| Martyn Rooney                                                       | 400 m           | 45.36    | 2 Q    | —           | —           | 45.31       | 5           | Nepostoupil | Nepostoupil   |
| Conrad Williams                                                     | 400 m           | 46.12    | 3 Q    | —           | —           | 45.53       | 8           | Nepostoupil | Nepostoupil   |
| Andrew Osagie                                                       | 800 m           | 1:46.42  | 3 Q    | —           | —           | 1:44.74     | 2 Q         | 1:43.77     | 8             |
| Michael Rimmer                                                      | 800 m           | 1:49.05  | 5      | —           | —           | Nepostoupil | Nepostoupil | Nepostoupil | Nepostoupil   |
| Gareth Warburton                                                    | 800 m           | 1:46.97  | 5      | —           | —           | Nepostoupil | Nepostoupil | Nepostoupil | Nepostoupil   |
| Andy Baddeley                                                       | 1500 m          | 3:40.34  | 6 Q    | —           | —           | 3:36.03     | 8           | Nepostoupil | Nepostoupil   |
| Ross Murray                                                         | 1500 m          | 3:36.74  | 4 Q    | —           | —           | 3:44.92     | 10          | Nepostoupil | Nepostoupil   |
| Mohamed Farah                                                       | 5000 m          | 13:26.00 | 3 Q    | —           | —           | —           | —           | 13:41.66    | Zlatá medaile |
| Nick McCormick                                                      | 5000 m          | 13:25.70 | 12     | —           | —           | —           | —           | Nepostoupil | Nepostoupil   |
| Mohamed Farah                                                       | 10000 m         | —        | —      | —           | —           | —           | —           | 27:30.42    | Zlatá medaile |
| Chris Thompson                                                      | 10000 m         | —        | —      | —           | —           | —           | —           | 29:06.14    | 25            |
| Lawrence Clarke                                                     | 110 m překážek  | 13.42    | 2 Q    | —           | —           | 13.31       | 3 q         | 13.39       | 4             |
| Andrew Pozzi                                                        | 110 m překážek  | DNF      | DNF    | —           | —           | Nepostoupil | Nepostoupil | Nepostoupil | Nepostoupil   |
| Andrew Turner                                                       | 110 m překážek  | 13.42    | 1 Q    | —           | —           | 13.42       | 4           | Nepostoupil | Nepostoupil   |
| Jack Green                                                          | 400 m překážek  | 49.49    | 2 Q    | —           | —           | DNF         | DNF         | Nepostoupil | Nepostoupil   |
| David Greene                                                        | 400 m překážek  | 48.98    | 1 Q    | —           | —           | 48.19       | 4 q         | 48.24       | 4             |
| Rhys Williams                                                       | 400 m překážek  | 49.17    | 5 q    | —           | —           | 49.63       | 4           | Nepostoupil | Nepostoupil   |
| Stuart Stokes                                                       | 3000 m překážek | 8:43.04  | 12     | —           | —           | —           | —           | Nepostoupil | Nepostoupil   |
| Christian Malcolm Dwain Chambers Danny Talbot Adam Gemili           | 4×100 m         | DSQ      | DSQ    | —           | —           | —           | —           | Nepostoupil | Nepostoupil   |
| Conrad Williams Jack Green David Greene Martyn Rooney Nigel Levine* | 4 × 400 m       | 3:00.38  | 2 Q    | —           | —           | —           | —           | 2:59:53     | 4             |
| Dominic King                                                        | 50 km walk      | —        | —      | —           | —           | —           | —           | 4:15.05     | 51            |
| Lee Merrien                                                         | Marathon        | —        | —      | —           | —           | —           | —           | 2:17:00     | 30            |
| Scott Overall                                                       | Marathon        | —        | —      | —           | —           | —           | —           | 2:22:37     | 61            |

Hřiště
| Sportovec       | Soutěž       | Kvalifikace | Kvalifikace | Finále | Finále   |
| Sportovec       | Soutěž       | Výkon       | Umístění    | Výkon  | Umístění |
| --------------- | ------------ | ----------- | ----------- | ------ | -------- |
| Abdul Buhari    | Hod diskem   |             |             |        |          |
| Robert Grabarz  | Skok vysoký  |             |             |        |          |
| Philips Idowu   | Trojskok     |             |             |        |          |
| Steven Lewis    | Vrh koulí    |             |             |        |          |
| Mervyn Luckwell | Hod oštěpem  |             |             |        |          |
| Brett Morse     | Hod diskem   |             |             |        |          |
| Carl Myerscough | Vrh koulí    |             |             |        |          |
| Lawrence Okoye  | Hod diskem   |             |             |        |          |
| Greg Rutherford | Skok daleký  |             |             |        |          |
| Alex Smith      | Hod kladivem |             |             |        |          |
| Chris Tomlinson | Skok daleký  |             |             |        |          |

Kombinované – Desetiboj
| Sportovec   | Disciplína | 100 m | SD | VK | SV | 400 m | 110P | HD | ST | HO | 1500 m | Celkem | Pořadí |
| ----------- | ---------- | ----- | -- | -- | -- | ----- | ---- | -- | -- | -- | ------ | ------ | ------ |
| Daniel Awde | Výsledek   |       |    |    |    |       |      |    |    |    |        |        |        |
| Daniel Awde | Body       |       |    |    |    |       |      |    |    |    |        |        |        |

Ženy
Dráha a silnice
| Sportovec                                                                                               | Soutěž              | Rozběh   | Rozběh | Čtvrtfinále | Čtvrtfinále | Semifinále | Semifinále | Finále   | Finále |
| Sportovec                                                                                               | Soutěž              | Výsledek | Pořadí | Výsledek    | Pořadí      | Výsledek   | Pořadí     | Výsledek | Pořadí |
| --- | ------------------- | -------- | ------ | ----------- | ----------- | ---------- | ---------- | -------- | ------ |
| Margaret Adeoyeová                                                                                      | 200 m               |          |        | —           | —           |            |            |          |        |
| Julia Bleasdaleová                                                                                      | 5000 m              |          |        | —           | —           | —          | —          |          |        |
| Julia Bleasdaleová                                                                                      | 10000 m             |          |        | —           | —           | —          | —          |          |        |
| Eilidh Childová                                                                                         | 400 m překážek      |          |        | —           | —           |            |            |          |        |
| Shana Coxová                                                                                            | 400 m               |          |        | —           | —           |            |            |          |        |
| Lisa Dobriskeyová                                                                                       | 1500 m              |          |        | —           | —           |            |            |          |        |
| Hannah Englandová                                                                                       | 1500 m              |          |        | —           | —           |            |            |          |        |
| Jessica Ennisová                                                                                        | 100 m překážek      |          |        | —           | —           |            |            |          |        |
| Claire Hallisseyová                                                                                     | Marathon            | —        | —      | —           | —           | —          | —          |          |        |
| Johanna Jacksonová                                                                                      | 20 km walk          | —        | —      | —           | —           | —          | —          |          |        |
| Eilish McColganová                                                                                      | 3000 m steeplechase |          |        | —           | —           | —          | —          |          |        |
| Lee McConnellová                                                                                        | 400 m               |          |        | —           | —           |            |            |          |        |
| Christine Ohuruoguová                                                                                   | 400 m               |          |        | —           | —           |            |            |          |        |
| Anyika Onuoraová                                                                                        | 100 m               |          |        |             |             |            |            |          |        |
| Anyika Onuoraová                                                                                        | 200 m               |          |        | —           | —           |            |            |          |        |
| Abi Oyepitanová                                                                                         | 100 m               |          |        |             |             |            |            |          |        |
| Abi Oyepitanová                                                                                         | 200 m               |          |        | —           | —           |            |            |          |        |
| Barbara Parkerová                                                                                       | 5000 m              |          |        | —           | —           | —          | —          |          |        |
| Barbara Parkerová                                                                                       | 3000 m steeplechase |          |        | —           | —           | —          | —          |          |        |
| Jo Paveyová                                                                                             | 5000 m              |          |        | —           | —           | —          | —          |          |        |
| Jo Paveyová                                                                                             | 10000 m             |          |        | —           | —           | —          | —          |          |        |
| Tiffany Porterová                                                                                       | 100 m překážek      |          |        | —           | —           |            |            |          |        |
| Paula Radcliffová                                                                                       | Marathon            | —        | —      | —           | —           | —          | —          |          |        |
| Perri Shakes-Draytonová                                                                                 | 400 m překážek      |          |        | —           | —           |            |            |          |        |
| Lynsey Sharpová                                                                                         | 800 m               |          |        | —           | —           |            |            |          |        |
| Laura Weightmanová                                                                                      | 1500 m              |          |        | —           | —           |            |            |          |        |
| Mara Yamauchiová                                                                                        | Marathon            | —        | —      | —           | —           | —          | —          |          |        |
| Shana Coxová Emily Diamondová Lee McConnellová Christine Ohuruoguová Marilyn Okoroová Nicola Sandersová | štafeta 4 × 400 m   | —        | —      | —           | —           |            |            |          |        |

Hřiště
| Sportovec         | Soutěž      | Kvalifikace | Kvalifikace | Finále | Finále   |
| Sportovec         | Soutěž      | Výkon       | Umístění    | Výkon  | Umístění |
| ----------------- | ----------- | ----------- | ----------- | ------ | -------- |
| Yamile Aldamaová  | Trojskok    |             |             |        |          |
| Holly Bradshawová | Skok o tyči |             |             |        |          |
| Kate Dennisonová  | Skok o tyči |             |             |        |          |
| Sophie Hitchonová | Kladivo     |             |             |        |          |
| Shara Proctorová  | Skok daleký |             |             |        |          |
| Goldie Sayersová  | Oštěp       |             |             |        |          |

Kombinované – Sedmiboj
| Sportovec                    | Disciplína | 100P | SV | VK | 200 m | SD | HO | 800 m | Celkem | Pořadí |
| ---------------------------- | ---------- | ---- | -- | -- | ----- | -- | -- | ----- | ------ | ------ |
| Jessica Ennisová             | Výsledek   |      |    |    |       |    |    |       |        |        |
| Jessica Ennisová             | Body       |      |    |    |       |    |    |       |        |        |
| Louise Hazelová              | Výsledek   |      |    |    |       |    |    |       |        |        |
| Louise Hazelová              | Body       |      |    |    |       |    |    |       |        |        |
| Katarina Johnson-Thompsonová | Výsledek   |      |    |    |       |    |    |       |        |        |
| Katarina Johnson-Thompsonová | Body       |      |    |    |       |    |    |       |        |        |

### Badminton
| Sportovec                      | Soutěž        | Skupina                                              | Skupina                                          | Skupina                        | Skupina | Elimination     | Čtvrtfinále     | Semifinále      | Finále          | Finále       |
| Sportovec                      | Soutěž        | Soupeř Výsledek                                      | Soupeř Výsledek                                  | Soupeř Výsledek                | Rank    | Soupeř Výsledek | Soupeř Výsledek | Soupeř Výsledek | Soupeř Výsledek | Rank         |
| ------------------------------ | ------------- | ---------------------------------------------------- | ------------------------------------------------ | ------------------------------ | ------- | --------------- | --------------- | --------------- | --------------- | ------------ |
| Rajiv Ouseph                   | Jednotlivci   | Hurskainen (SWE) · W 22-20 17-21 21-15               | Cordón (GUA)                                     | —                              |         |                 |                 |                 |                 |              |
| Susan Egelstaffová             | Jednotlivkyně | Tvrdy (SLO) · W 21-15 21-10                          | Satóová (JPN)                                    | —                              |         |                 |                 |                 |                 |              |
| Chris Adcock Imogen Bankierová | Smíšené páry  | Nikolaenko / · Sorokinová (RUS) · L 21-14 9-21 18-21 | Fuchs / · Michelsová (GER) · L 21-11 14-21 17-21 | Čang Nan / · Čao Jün-lej (CHN) |         | —               | Nepostoupili    | Nepostoupili    | Nepostoupili    | Nepostoupili |

### Box
Muži
Británie měla jako hostitelská země zaručenu účast pěti boxerů na hrách. Hostitelská místa nemusela využít, neboť již na mistrovství světa 2011 si účast vybojovali Andrew Selby, Luke Campbell, Tom Stalker, Fred Evans a Anthony Joshua. V muší váze splnil nominační kritéria také Khalid Yafai. Vzhledem k tomu, že na olympijský turnaj může být za každou zemi nominován pouze jeden boxer v každé váhové kategorii, rozhodnul o nominaci vzájemný zápas. V prvním zápase, konaném v listopadu 2011 v rámci britského mistrovství, zvítězil Selby. Do druhého zápasu nemohl Yafai nastoupit pro překročení váhového limitu a olympijskou nominaci tak získal Selby.
V následujícím turnaji AIBA evropské kvalifikace si účast vybojovali Josh Taylor a Anthony Ogogo.
| Sportovec      | Soutěž             | 32 v kole               | 16 v kole         | Čtvrtfinále     | Semifinále      | Finále          | Finále |
| Sportovec      | Soutěž             | Soupeř výsledek         | Soupeř výsledek   | Soupeř výsledek | Soupeř výsledek | Soupeř výsledek | Pořadí |
| -------------- | ------------------ | ----------------------- | ----------------- | --------------- | --------------- | --------------- | ------ |
| Andrew Selby   | Muší váha          | Bye                     |                   |                 |                 |                 |        |
| Luke Campbell  | Bantamová váha     | Bye                     | Parrinello (ITA)  |                 |                 |                 |        |
| Josh Taylor    | Lehká váha         | Conceicao (BRA)         |                   |                 |                 |                 |        |
| Tom Stalker    | Lehká welterová v. | Bye                     |                   |                 |                 |                 |        |
| Fred Evans     | Welterová váha     |                         |                   |                 |                 |                 |        |
| Anthony Ogogo  | Střední váha       | Castillo (DOM) · W 13-6 | Khytrov (UKR) (1) |                 |                 |                 |        |
| Anthony Joshua | Super těžká v.     | —                       | Savon (CUB)       |                 |                 |                 |        |

Ženy
Jakožto pořadatelská země, měla Velká Británie jistotu jednoho hostitelského místa. Jediným kvalifikačním turnajem bylo mistrovství světa 2012. Zde si 16. května 2012 nominaci vybojovaly Natasha Jonasová a Nicola Adamsová a 18. května Savannah Marshallová. Při olympijské premiéře ženského boxu tak měla Velká Británie zastoupení ve všech třech váhových kategoriích.
| Sportovec            | Soutěž       | 16 v kole          | Čtvrtfinále     | Semifinále      | Finále          | Finále |
| Sportovec            | Soutěž       | Soupeř výsledek    | Soupeř výsledek | Soupeř výsledek | Soupeř výsledek | Pořadí |
| -------------------- | ------------ | ------------------ | --------------- | --------------- | --------------- | ------ |
| Nicola Adamsová      | Muší váha    | Bye                |                 |                 |                 |        |
| Natasha Jonasová     | Lehká váha   | Underwoodová (USA) |                 |                 |                 |        |
| Savannah Marshallová | Střední váha | Bye                |                 |                 |                 |        |

### Cyklistika

#### Silniční cyklistika
Muži
| Sportovec       | Disciplína     | Čas     | Pořadí |
| --------------- | -------------- | ------- | ------ |
| Mark Cavendish  | Silniční závod | 5:46:37 | 29     |
| Chris Froome    | Silniční závod | 5:58:24 | 109    |
| Chris Froome    | Časovka        |         |        |
| David Millar    | Silniční závod | 5:55:16 | 105    |
| Ian Stannard    | Silniční závod | 5:46:47 | 92     |
| Bradley Wiggins | Silniční závod | 5:47:14 | 100    |
| Bradley Wiggins | Časovka        |         |        |

Ženy
| Sportovec            | Disciplína     | Čas     | Pořadí |
| -------------------- | -------------- | ------- | ------ |
| Lizzie Armitsteadová | Silniční závod | 5:35:29 | 2      |
| Lizzie Armitsteadová | Časovka        |         |        |
| Nicole Cookeová      | Silniční závod | 3:36:01 | 31     |
| Lucy Martinová       | Silniční závod |         |        |
| Emma Pooleyová       | Silniční závod | 3:37:26 | 40     |
| Emma Pooleyová       | Časovka        |         |        |

### Gymnastika

#### Sportovní gymnastika
Muži
| Sportovec                                                         | Soutěž    | Náčiní | Náčiní | Náčiní | Náčiní | Náčiní | Náčiní | Kvalifikace | Kvalifikace | Náčiní      | Náčiní      | Náčiní      | Náčiní      | Náčiní      | Náčiní      | Finále      | Finále      |
| Sportovec                                                         | Soutěž    | Pr     | KN     | K      | P      | B      | H      | Celkem      | Pořadí      | Pr          | KN          | K           | P           | B           | H           | Celkem      | Pořadí      |
| ----------------------------------------------------------------- | --------- | ------ | ------ | ------ | ------ | ------ | ------ | ----------- | ----------- | ----------- | ----------- | ----------- | ----------- | ----------- | ----------- | ----------- | ----------- |
| Sam Oldham                                                        | Víceboj   | 14.700 | —      | 14.600 | 15.533 | 14.666 | 15.100 | —           | —           | Nepostoupil | Nepostoupil | Nepostoupil | Nepostoupil | Nepostoupil | Nepostoupil | Nepostoupil | Nepostoupil |
| Sam Oldham                                                        | Prostná   | 14.700 | —      | —      | —      | —      | —      | 14.700      | 28          | Nepostoupil | Nepostoupil | Nepostoupil | Nepostoupil | Nepostoupil | Nepostoupil | Nepostoupil | Nepostoupil |
| Daniel Purvis                                                     | Víceboj   | 15.200 | 13.400 | 15.033 | 16.100 | 14.733 | 14.733 | 89.199      | 10 Q        |             |             |             |             |             |             |             |             |
| Daniel Purvis                                                     | Prostná   | 15.200 | —      | —      | —      | —      | —      | 15.200      | 15          | Nepostoupil | Nepostoupil | Nepostoupil | Nepostoupil | Nepostoupil | Nepostoupil | Nepostoupil | Nepostoupil |
| Daniel Purvis                                                     | Kůň našíř | —      | 13.400 | —      | —      | —      | —      | 13.400      | 45          | Nepostoupil | Nepostoupil | Nepostoupil | Nepostoupil | Nepostoupil | Nepostoupil | Nepostoupil | Nepostoupil |
| Daniel Purvis                                                     | Kruhy     | —      | —      | 15.033 | —      | —      | —      | 15.033      | 16          | Nepostoupil | Nepostoupil | Nepostoupil | Nepostoupil | Nepostoupil | Nepostoupil | Nepostoupil | Nepostoupil |
| Daniel Purvis                                                     | Přeskok   | —      | —      | —      | 16.100 | —      | —      | 16.100      | =12         | Nepostoupil | Nepostoupil | Nepostoupil | Nepostoupil | Nepostoupil | Nepostoupil | Nepostoupil | Nepostoupil |
| Daniel Purvis                                                     | Bradla    | —      | —      | —      | —      | 14.733 | —      | 14.733      | 30          | Nepostoupil | Nepostoupil | Nepostoupil | Nepostoupil | Nepostoupil | Nepostoupil | Nepostoupil | Nepostoupil |
| Daniel Purvis                                                     | Hrazda    | —      | —      | —      | —      | —      | 14.733 | 14.733      | 23          | Nepostoupil | Nepostoupil | Nepostoupil | Nepostoupil | Nepostoupil | Nepostoupil | Nepostoupil | Nepostoupil |
| Louis Smith                                                       | Víceboj   | —      | 15.800 | —      | —      | —      | 13.033 | —           | —           | Nepostoupil | Nepostoupil | Nepostoupil | Nepostoupil | Nepostoupil | Nepostoupil | Nepostoupil | Nepostoupil |
| Louis Smith                                                       | Kůň našíř | —      | 15.800 | —      | —      | —      | —      | 15.800      | 1 Q         | —           |             | —           | —           | —           | —           |             |             |
| Kristian Thomas                                                   | Víceboj   | 15.366 | 14.133 | 14.566 | 16.200 | 14.625 | 15.366 | 90.256      | 5 Q         |             |             |             |             |             |             |             |             |
| Kristian Thomas                                                   | Prostná   | 15.366 | —      | —      | —      | —      | —      | 15.366      | 11 R        |             | —           | —           | —           | —           | —           |             |             |
| Kristian Thomas                                                   | Kůň našíř | —      | 14.133 | —      | —      | —      | —      | 14.133      | 25          | Nepostoupil | Nepostoupil | Nepostoupil | Nepostoupil | Nepostoupil | Nepostoupil | Nepostoupil | Nepostoupil |
| Kristian Thomas                                                   | Kruhy     | —      | —      | 14.566 | —      | —      | —      | 14.566      | 35          | Nepostoupil | Nepostoupil | Nepostoupil | Nepostoupil | Nepostoupil | Nepostoupil | Nepostoupil | Nepostoupil |
| Kristian Thomas                                                   | Přeskok   | —      | —      | —      | 16.200 | —      | —      | 16.200      | =10 R       | —           | —           | —           |             | —           | —           |             |             |
| Kristian Thomas                                                   | Bradla    | —      | —      | —      | —      | 14.625 | —      | 14.625      | 37          | Nepostoupil | Nepostoupil | Nepostoupil | Nepostoupil | Nepostoupil | Nepostoupil | Nepostoupil | Nepostoupil |
| Kristian Thomas                                                   | Hrazda    | —      | —      | —      | —      | —      | 15.366 | 15.366      | 9 R         | —           | —           | —           | —           | —           |             |             |             |
| Max Whitlock                                                      | Víceboj   | 15.266 | 14.900 | 14.133 | 16.033 | 13.900 | —      | 74.232      |             |             |             |             |             |             |             |             |             |
| Max Whitlock                                                      | Prostná   | 15.266 | —      | —      | —      | —      | —      | 15.266      | 14          | Nepostoupil | Nepostoupil | Nepostoupil | Nepostoupil | Nepostoupil | Nepostoupil | Nepostoupil | Nepostoupil |
| Sam Oldham Daniel Purvis Louis Smith Kristian Thomas Max Whitlock | Víceboj   | 45.832 | 44.833 | 44.199 | 48.333 | 44.024 | 45.199 | 272.420     | 3 Q         |             |             |             |             |             |             |             |             |

### Šerm
Muži
| Sportovec                                        | Soutěž             | 64 v kole              | 32 v kole                   | 16 v kole             | Čtvrtfinále     | Semifinále      | Finále          | Finále      |
| Sportovec                                        | Soutěž             | Soupeř Výsledek        | Soupeř Výsledek             | Soupeř Výsledek       | Soupeř Výsledek | Soupeř Výsledek | Soupeř Výsledek | Pořadí      |
| ------------------------------------------------ | ------------------ | ---------------------- | --------------------------- | --------------------- | --------------- | --------------- | --------------- | ----------- |
| James-Andrew Davis                               | fleret jednotlivci | Bye                    | Joppich (GER) · L 10–15     | Nepostoupil           | Nepostoupil     | Nepostoupil     | Nepostoupil     | Nepostoupil |
| Richard Kruse                                    | fleret jednotlivci | Bye                    | Achmatchuzin (RUS) · L 5–15 | Nepostoupil           | Nepostoupil     | Nepostoupil     | Nepostoupil     | Nepostoupil |
| Husayn Rosowsky                                  | fleret jednotlivci | Samandi (MAR) · L 8–15 | Nepostoupil                 | Nepostoupil           | Nepostoupil     | Nepostoupil     | Nepostoupil     | Nepostoupil |
| James-Andrew Davis Richard Kruse Husayn Rosowsky | fleret týmy        | —                      | —                           | Egypt (EGY) · W 45–33 | Itálie (ITA)    |                 |                 |             |
| James Honeybone                                  | šavle jednotlivci  | Priemko (BLR) · L 9–15 | Nepostoupil                 | Nepostoupil           | Nepostoupil     | Nepostoupil     | Nepostoupil     | Nepostoupil |

Ženy
| Sportovec                                          | Soutěž                | 64 v kole                         | 32 v kole                   | 16 v kole             | Čtvrtfinále            | Semifinále                                  | Finále                                   | Finále       |
| Sportovec                                          | Soutěž                | Soupeř Výsledek                   | Soupeř Výsledek             | Soupeř Výsledek       | Soupeř Výsledek        | Soupeř Výsledek                             | Soupeř Výsledek                          | Pořadí       |
| -------------------------------------------------- | --------------------- | --------------------------------- | --------------------------- | --------------------- | ---------------------- | ------------------------------------------- | ---------------------------------------- | ------------ |
| Corinna Lawrenceová                                | kord, jednotlivkyně   | Bravo Aranguizová (CHI) · W 15–12 | Ghermanová (ROU) · L 9–15   | Nepostoupila          | Nepostoupila           | Nepostoupila                                | Nepostoupila                             | Nepostoupila |
| Anna Bentleyová                                    | fleret, jednotlivkyně | Petersonová (CAN) · L 9–10        | Nepostoupila                | Nepostoupila          | Nepostoupila           | Nepostoupila                                | Nepostoupila                             | Nepostoupila |
| Natalia Sheppardová                                | fleret, jednotlivkyně | Troiano (GBR) · W 12–9            | Maîtrejean (FRA) · L 5–15   | Nepostoupila          | Nepostoupila           | Nepostoupila                                | Nepostoupila                             | Nepostoupila |
| Sophie Troiano                                     | fleret, jednotlivkyně | Sheppardová (GBR) · L 9–12        | Nepostoupila                | Nepostoupila          | Nepostoupila           | Nepostoupila                                | Nepostoupila                             | Nepostoupila |
| Anna Bentleyová Natalia Sheppardová Sophie Troiano | fleret týmy           |                                   |                             | Egypt (EGY) · W 34–45 | Itálie (ITA) · L 42–14 | Classification 5-8 · Polsko (POL) · L 20-43 | Placement 7-8 · Japonsko (JPN) · L 21-30 | 8            |
| Louise Bond-Williamsová                            | šavle, jednotlyvkyně  | —                                 | Vougioukaová (GRE) · L 8–15 | Nepostoupila          | Nepostoupila           | Nepostoupila                                | Nepostoupila                             | Nepostoupila |
| Sophie Williamsová                                 | šavle, jednotlyvkyně  | —                                 | Vecchi (ITA) · L 6–15       | Nepostoupila          | Nepostoupila           | Nepostoupila                                | Nepostoupila                             | Nepostoupila |

### Tenis
| Sportovec                           | Soutěž         | 64 hráčů v kole                 | 32 hráčů v kole                            | 16 hráčů v kole                                     | Čtvrtfinále                                | Semifinále                                    | Finále                                       | Finále  |
| Sportovec                           | Soutěž         | Soupeř výsledek                 | Soupeř výsledek                            | Soupeř výsledek                                     | Soupeř výsledek                            | Soupeř výsledek                               | Soupeř výsledek                              | Poř.    |
| ----------------------------------- | -------------- | ------------------------------- | ------------------------------------------ | --------------------------------------------------- | ------------------------------------------ | --------------------------------------------- | -------------------------------------------- | ------- |
| Andy Murray                         | dvouhra        | Wawrinka (SUI) · 6:3, 6:3       | Nieminen (FIN) · 6:2, 6:4                  | Baghdatis (CYP) · 4:6 6:1 6:4                       | Almagro (ESP) · 6–4, 6–1                   | Djoković (SRB) · 7–5, 7–5                     | Federer (SUI) · 6–2, 6–1, 6–4                | zlato   |
| Elena Baltachová                    | dvouhra        | Szávay (HUN) · 6–3, 6–3         | Ivanović (SRB) · 4–6, 6–7(5–7)             |                                                     |                                            |                                               |                                              |         |
| Anne Keothavongová                  | dvouhra        | Wozniacki (DEN) · 6–4, 3–6, 2–6 |                                            |                                                     |                                            |                                               |                                              |         |
| Laura Robsonová                     | dvouhra        | Šafářová (CZE) · 7–6(7–4), 6–4  | Šarapova (RUS) · 6-7(5-7). 3-6             |                                                     |                                            |                                               |                                              |         |
| Heather Watsonová                   | dvouhra        | Soler Espinosa (ESP) · 6–2, 6–2 | Kirilenko (RUS) · 3-6, 2-6                 |                                                     |                                            |                                               |                                              |         |
| Andy Murray Jamie Murray            | mužská čtyřhra |                                 | Melzer / · Peya (AUT) · 7–5, 6–7(6–8), 5–7 |                                                     |                                            |                                               |                                              |         |
| Ross Hutchins Colin Fleming         | mužská čtyřhra |                                 | Benneteau / · Gasquet (FRA) · 5–7, 3–6     |                                                     |                                            |                                               |                                              |         |
| Elena Baltachová Anne Keothavongová | čtyřhra        |                                 | Görges / · Grönefeld (GER) · ' 3–6, 1–6    |                                                     |                                            |                                               |                                              |         |
| Laura Robsonová Heather Watsonová   | čtyřhra        |                                 | Kerber / · Lisicki (GER) · 6–1, 4–6, 3–6   |                                                     |                                            |                                               |                                              |         |
| Andy Murray Laura Robsonová         | mix            |                                 |                                            | Štěpánek / · Hradecká (CZE) · 7–5, 6–7(7–9), [10–7] | Stosur / · Hewitt (AUS) · 6–3, 3–6, [10–8] | Lisicki / · Kas (GER) · 6–1, 6–7(7–9), [10–7] | Azarenka / · Mirnyj (BLR) · 6–2, 3–6, [8–10] | stříbro |